# آندره آنیس
آندره آنیس (استونیایی: Andre Anis؛ زادهٔ ۲۵ مهٔ ۱۹۷۷) بازیکن فوتبال اهل استونی بود.
از باشگاه‌هایی که در آن بازی کرده‌است می‌توان به باشگاه فوتبال کورساره، باشگاه فوتبال ویلیاندی تولویک، باشگاه فوتبال تالینا کالو، و باشگاه فوتبال نورما تالین اشاره کرد.
وی همچنین در تیم ملی فوتبال استونی بازی کرده‌است.